# 1385 Гелрія
1385 Ге́лрія (1385 Gelria) — астероїд головного поясу, відкритий 24 травня 1935 року.
Тіссеранів параметр щодо Юпітера — 3,331.